# Callum Marshall
Callum Marshall, né le 28 novembre 2004 à Glengormley (en), est un footballeur International nord-irlandais qui évolue au poste d'avant-centre à West Ham United.

## Biographie

### Carrière en club
Callum Marshall est formé au Linfield FC, où il commence à jouer dans l'équipe première lors de la saison 2021-22. Buteur en Coupe de la Ligue, il joue également le County Antrim Shield (en) et la Steel & Sons Cup (en), où il s'illustre en finale.
Alors vu comme un des grands talents du centre de formation nord-irlandais, dans la lignée de Dale Taylor et Charlie Allen, il rejoint West Ham United en Premier League, lors du mercato hivernal en janvier 2022,.
Commençant à jouer en Premier League 2 dès l'été suivant avec les moins de 23 ans, c'est néanmoins surtout avec les moins de 18 ans qu'il va s'illustrer comme buteur prolifique, jouant un rôle central dans le titre en FA Youth Cup, et la première place dans la conférence sud de l'U18 Premier League, ne perdant ensuite que la finale nationale face à City.
Le 26 janvier 2024, il est prêté à West Bromwich Albion.
En août 2024, il est prêté par West Ham United à Huddersfield Town AFC (évolue en League One) pour une saison,.

### Carrière en sélection
Callum Marshall est international nord-irlandais en équipes de jeunes, ayant notamment joué avec les moins de 19 ans à partir de 2022,.
Il est appelé pour la première fois équipe d'Irlande du Nord senior en juin 2023.
Marshall fait ses débuts le 16 juin contre le Danemark lors des éliminatoires du Championnat d'Europe, remplaçant Alistair McCann dans les dernières minutes de la seconde période, alors que son équipe est menée 1-0. Il s'illustre en marquant un but dans les dernières secondes du matchs, réalisations néanmoins refusée après 5 minutes de VAR, son passeur Jonny Evans étant revenu d'une position de hors-jeu marginale, privant les irlandais d'un match nul à l'extérieur qui aurait fait figure d'exploit significatif,,.

## Palmarès
| Linfield FC - Championnat d'Irlande du Nord (1) - Champion en 2021-22 - Steel & Sons Cup (en) - Finaliste en 2022 West Ham United - FA Youth Cup (1) - Vainqueur en 2022-23 (en) - U18 Premier League - Vice-champion en 2022-23 |